# Nilasera adriana
Nilasera adriana är en fjärilsart som beskrevs av De Nicéville 1884. Nilasera adriana ingår i släktet Nilasera och familjen juvelvingar. Inga underarter finns listade i Catalogue of Life.